# 전남야구장
전남야구장(全南野球場 Jeonnam Stadium)은 대한민국 전라남도 함평군 대동면 용성리에 있는 야구장이다. 2006년부터 2011년까지 KIA 타이거즈의 2군 홈구장 및 구단 전용 훈련장으로 사용하였다.
1루측 내야에 관중석이 있으며 전자 점수판이 설치되어 있다.
주경기장에 조명 시설이 설치되어있지 않아 야간경기 및 야간 훈련이 불가능하다.
시설이 노후하여 선수들이 뛰기 어렵다는 지적이 많아, 2012년 전라남도 함평군 학교면 곡창리에 신축된 기아 챌린저스 필드로 이전하였다.